# تاسیک
تاسیک (به ارمنی: Թասիկ) یک سکونتگاه مسکونی در ارمنستان است که در استان سیونیک واقع شده‌است.  در  کیلومتری جنوب کاپان، مرکز استان سیونیک واقع شده است.

## خصوصیات
تاسیک ۱۹٫۱۴ کیلومترمربع مساحت و ۲۲۱ نفر جمعیت دارد و در ارتفاع  متر بالاتر از سطح دریا قرار گرفته است.